# Нікулін Руслан Віталійович
Руслан Віталійович Нікулін (нар. 27 січня 1974, Харків) — український режисер, сценарист, викладач.
Народився у місті Харкові 27 січня 1974 року. Ще у школі почав придумувати та знімати аматорські комедійні фільми на 8-мм плівку. У 1995 році закінчив художньо-графічний факультет Харківського національного педагогічного університету. Працює на посаді викладача кафедри телебачення факультету аудіовізуального мистецтва Харківської державної академії культури.

### ТВОРЧІСТЬ

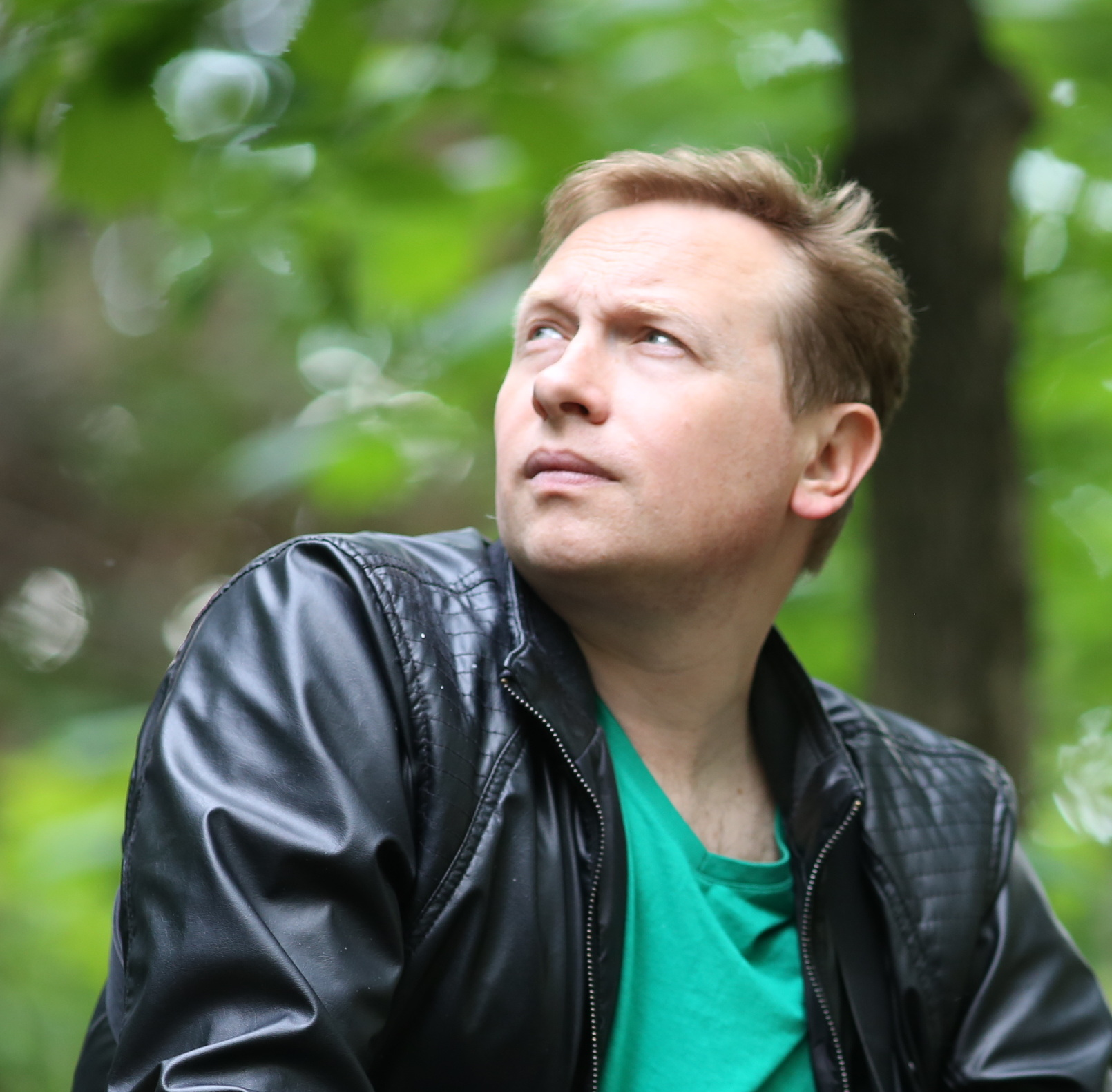
Руслан Нікулін

З 1993 року почав працювати у творчому об'єднанні «ЧІЗ», яке випускало гумористичні телепрограми. Як сценарист, режисер та актор брав участь у створенні комедійних телепрограм «ЧІЗ», «Фотосалон ЧІЗ», «Не час», «Маленькі історії великого міста» та інші. Ці проєкти у різні часи (1994—2004) виходили на загальноукраїнських каналах, таких як: УТ-1, УТ-2, «Інтер», «СТБ» та ін.
Від 2003 року почав працювати на студії «Сім'я від А до Я». Як режисер та сценарист знімав гумористичний телесеріал «Міліцейська академія» (2005) та «Міліцейська академія 2» (2007), який демонструвався на каналі «1+1».
У 2012 році закінчив Вищі курси сценаристів та режисерів (ВКСР) Майстерня А. І. Сурікової та В. П. Фокіна. У 2013 — співавтор і співрежисер фільму «Повний вперед!» (Алла Сурікова). Від 2014 і до теперішнього часу — сценарист та режисер телепроектів на каналах 1+1, ICTV, ІНТЕР, 2+2 та ін.
Рішенням Секретаріату від 27.05.2024 року був прийнятий до складу НСКУ (Національної спілки кінематографістів України)

### НАГОРОДИ.
- 2010 Гран-Прі кінофестиваль «Харківський бузок» (фільм «Человечкін»)[4][5][6][7][8]

- 2011 Фестиваль «Країна», номінація «Початок» (фільм «Человечкін»).
- 2011 Кінофестиваль АртКіно, номінація «За добре і смішне кіно» (фільм «Містечко Сердите»).

### ФІЛЬМОГРАФІЯ

#### Сценарист
- 2014—2019 «Пес», «Пес 2», «Пес 3», «Пес 4» (ICTV, НТВ)
- 2015 «Відділ 44» (ICTV)
- 2019 «Відплата» (2+2)
- 2020—2022 «Дільничний з ДВРЗ — 1, 2, 3» (ICTV)
- 2020 «Рідня» (1+1)
- 2022 «Морська поліція. Чорноморськ» (ICTV)
- 2022 «Упертий», «Упертий 2» (КТК TV)
- 2024 «Розтин покаже — 3» (ICTV)
- 2025 «Розтин покаже — 4» (ICTV)

#### Режисер і Сценарист
- 1994 «Не всі вдома», «Увійдіть», «Весна», «Психушка», «Ялинки-палиці» (комедійні телефільми творчого об'єднання «ЧІЗ»)
- 1997 «Адам і Єва» (комедійний телефільм творчого об'єднання «ЧІЗ»)
- 1998 «Фотосалон ЧИЗ» (комедійний серіал, ІНТЕР)
- 1999—2003 «Не час» (гумористична телепрограма, ІНТЕР, СТБ)[9]
- 2002 «Маленькі історії великого міста» (комедійний серіал, ДТВ, МИР)
- 2005 «Міліцейська академія» комедійний серіал (1+1)
- 2007 «Міліцейська академія-2» комедійний серіал (1+1)
- 2010 «Человечкін» (короткий метр)
- 2011 «Містечко Сердите» (короткий метр)
- 2011 «Країна сміється» гумористична телепрограма (К1)
- 2012 «В мережі» гумористичне скетчшоу (1+1)[10]